# نلی بلای
نلی بلای (به انگلیسی: Nellie Bly) (زاده ۵ مه ۱۸۶۴ با نام الیزابت جین کوکران – درگذشته ۲۷ ژانویه ۱۹۲۲) روزنامه‌نگار و صنعتگر و مخترع و خیر و نویسنده مشهور آمریکایی بود. او در انجام دو کار شهرت دارد: شکستن رکورد سفر به دور دنیا در شبیه‌سازی رمان ژول ورن و یک تحقیق که در آن او خود را به دیوانگی زد تا بتواند یک آسایشگاه روانی را از داخل مورد مطالعه قرار دهد. او در جوانی به پیشنهاد خودش و با به خطر انداختن جان خود، با روزنامه پولیتزر قراردادی امضا میکند تا دست به افشاگری وضعیت یک آسایشگاه روانی در جزیره بلک ولز (امروزه جزیره روزولت نامیده می‌شود) در نیویورک بزند. او خود را به دیوانگی زده و در این آسایشگاه به مدت ده روز بستری میشود. شدت شکنجه در این آسایشگاه موجب فراموشی موقت او شده ولی او توانست از آن مکان جان سالم به در برد و مشاهدات خود را در کتابی با نام ده روز در دیوانه خانه به چاپ رساند. این کتاب موجب شهرت یک شبه او در آمریکا گردید و او را تبدیل به اولین روزنامه نگاران مشهور جهان نمود. افشاگری مخفیانه او اولین نوع افشاگری جنجالی در تاریخ آمریکا محسوب میشود. همچنین این افشاگری موجب اصلاح شیوه های سلامت ذهن در سطح جهانی گردید. در نتیجه اقدام او هیات منصفه ای به بررسی وضعیت آن آسایشگاه پرداخت و آن را تعطیل نمود. فیلم فرار از دیوانه خانه در سال 2019 با بازی کریستینا ریچی بر پایه این اتفاق ساخته شده است. دولت آمریکا به منظور تجلیل از فعالیت روزنامه‌نگاری شجاعانه وی، یک تمبر پستی به نام و یاد وی منتشر کرده‌است که عکس «نلی بلی» بر روی آن چاپ شده‌است. همچنین در سال 1998 نام او در تالار مشاهیر زنان به ثبت رسید.

## مسافرت به دور دنیا
در سال ۱۸۸۸ میلادی بلی به سردبیر خود در نیویورک تایمز پیشنهاد داد که سفری به دور دنیا داشته باشد و تلاش نمود که برای اولین مرتبه موضوع داستان کتاب دور دنیا در هشتاد روز را در عمل اثبات نماید. پس از گذشت ۱ سال، در ساعت ۹:۴۰ بامداد ۱۴ نوامبر ۱۸۸۹  نلی سوار بر کشتی آگوستا ویکتوریا گردید که یک کشتی بخار فعال در خط هامبورگ آمریکا لاین بود و به این تربیب، بلی سفر ۴۰۰۷۰ کیلومتری خودش را آغاز کرد. لباسی که برای این سفر تدارک دید، یک لباس پشمی، یک پالتو مستحکم و چندین دست لباس زیر قابل‌تعویض به همراه یک کیف سفری کوچک بود که وسایل آرایش او را حمل می‌نمود. بلی همچنین بیشتر پول خود را که شامل ۲۰۰ پوند از اسکناس‌های بانکی انگلستان، طلا و مقداری حواله‌های آمریکایی می‌گردید را درون یک کیف و به دور گردنش آویخت.
روزنامهٔ نیویورک برای حفظ علاقه و تحریک کنجکاوی خوانندگان در قبال سفر بلی، مسابقه‌ای تحت عنوان حدس‌وگمان نلی بلای ترتیب داد که در آن از خوانندگان خواسته می‌شد تا زمان رسیدن بلی به مقصد بعدی را حدس بزنند. البته این موضوع با جوایزی نیز همراه بود که ابتدا عنوان شد یک مسافرت رایگان به اروپا است و بعد نیز عنوان شد که تقبل پرداخت هزینهٔ مسافرت است. بلای با کمک کشتی‌های بخار و شبکهٔ راه‌آهن موجود سفر کرد. همین موضوع باعث بروز موانع چندی به ویژه دربخش آسیایی سفر وی گشت. در طول توقف، توانست از قرارگاه جذامی‌ها در چین بازدید نماید و در سنگاپور نیز یک میمون ابتیاع نمود. در تاریخ ۲۱ ژانویه در یک آب و هوای طوفانی بر پهنهٔ اقیانوس آرام با خط کشتیرانی وایت استار لاین بلی وارد سان فرانسیسکو شد و در نهایت در ۲۵ ژانویه ۱۸۹۰، ساعت ۳:۵۱ بعدازظهر به نیوجرسی، مبدأ سفرش بازگشت. نلی بلای پس از ۷۲ روز عزیمت از هابوکن، نیوجرسی به نیویورک بازگشت در حالی که تمام دنیا را به تنهایی پیموده بود. در سال ۱۸۹۰ بلای سفر دور دنیای خودش را در کتابی تحت عنوان دور دنیا در هفتاد و دو روز به رشتهٔ تحریر درآورد.

## افشاگری از آسایشگاه‌ روانی
بلای در سال ۱۸۸۷ پیتسبورگ دیسپچ را به مقصد نیویورک ترک کرد. او با مخالفت‌های زیاد روبرو شد زیرا سردبیران روزنامه‌ها استخدام یک زن را در نظر نمی‌گرفتند. وی بعد از تحمل چهار ماه بی پولی، راه خود را به دفتر روزنامه نیویورک ورلد به سردبیری جوزف پولیتزر، باز کرد و ماموریتی مخفیانه را پذیرفت. ماموریت بدین ترتیب بود که بلای وانمود به جنون کند تا از نحوه برخورد با بیماران در آسایشگاه روانی زنان در جزیره بلکوول (جزیره روزولت کنونی) گزارش تهیه کرده و از شایعات اعمال خشونت و عفلت توسط کارکنان پرده‌برداری کند.
برای بلای وارد شدن به بیمارستان کار آسانی نبود: ابتدا تصمیم گرفت در خوابگاهی به نام «خانه‌های موقت برای زنان» ساکن شود. او شب را بیدار ماند تا به خود چهره‌ای پریشان و اختلال‌زده بدهد. سپس به دیگر ساکنان خوابگاه اتهام زد که دیوانه هستند. بلای به سرپرست خوابگاه گفت: «اینجا آدم دیوانه زیاد است، آدم نمی‌داند چه بر سرش خواهد آورد.» او حاضر به خوابیدن نشد و در نهایت باعث وحشت بسیاری از ساکنان دیگر شد تا جایی که پلیس را برای بردن او فراخواندند. بلای پس از معاینه توسط افسر پلیس، قاضی و پزشک، برای چند روز به بیمارستان بلویو برای ارزیابی منتقل شد و سپس با قایق به جزیره بلک‌ول برای نگهداری در آسایشگاه روانی زنان فرستاده شد.
بستری شده در آسایشگاه، بلای شرایط اسفناک را از نزدیک تجربه کرد. پس از ده روز، آسایشگاه به درخواست نیویورک ورلد، بلای را آزاد کرد. گزارش او که در ۹ اکتبر ۱۸۸۷ منتشر  و بعدا به صورت کتابی با عنوان ده روز در دیوانه‌خانه منتشر شد. گزارش جنجالی او آسایشگاه را مجبور به اجرای اصلاحات کرد و شهرتی ماندگار برای او به ارمغان آورد. افشاگری او تأثیر قابل توجهی بر فرهنگ آمریکایی گذاشت، از تجربیات زنان به حاشیه رانده شده -حتی فراتر از مرزهای پناهگاه- پرده ‌برداشت و عصر روزنامه‌نگاریِ دختر بدلکار را آغاز کرد.
در سال ۱۸۹۳، بلای از شهرت به دست آمده افشاگری خود برای ترتیب دادن مصاحبه اختصاصی با لیزی هالیدی، قاتل زنجیره‌ای مدعای دیوانگی، استفاده کرد.
بروک کروگر، نویسنده زندگینامه او بیان کرده است که:
گزارش دو قسمتی او در اکتبر ۱۸۸۷ جنجالی به پا کرد و به طور مؤثری دهه‌ی گزارشگری «کارآگاهی» را آغاز کرد، که پیش درآمدی آشکار بر روزنامه‌نگاریِ تحقیقی و یکی از نوآوری‌های جوزف پولیتزر بود... از «دختران بدلکار» اغلب به عنوان حربه‌ای برای افزایش تیراژِ مطبوعات زرد یاد می‌کنند، اما این ژانر همچنین اولین فرصت جمعی را به زنان داد تا نشان دهند که به عنوان یک طبقه، مهارت‌های لازم برای بالاترین سطح گزارشگری عمومی را دارند. دختران بدلکار، با بلای به عنوان الگوی اولیه، اولین زنانی بودند که در قرن بیستم وارد جریان اصلی روزنامه‌نگاری شدند.

## نگارخانه

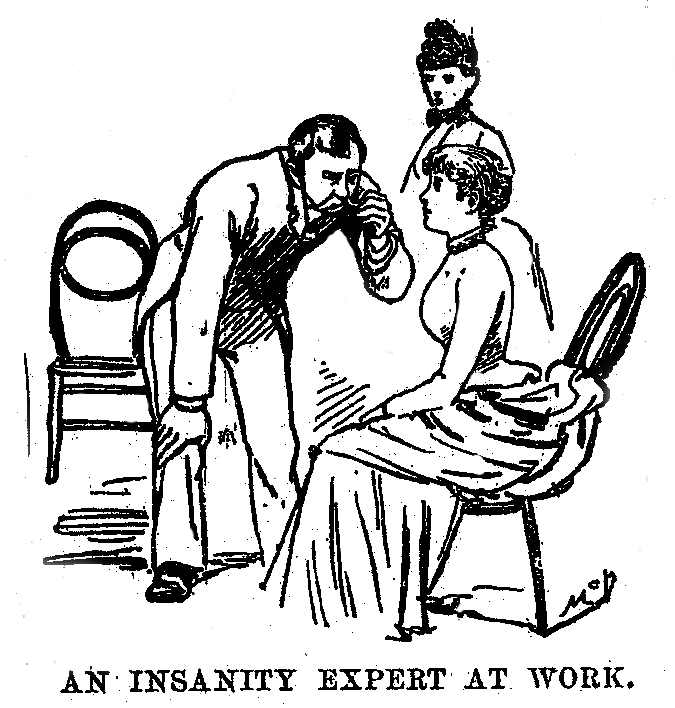
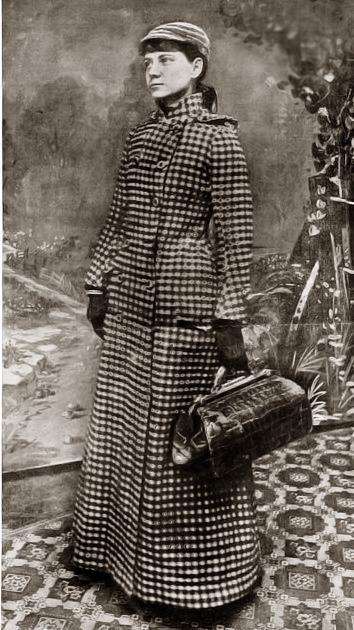
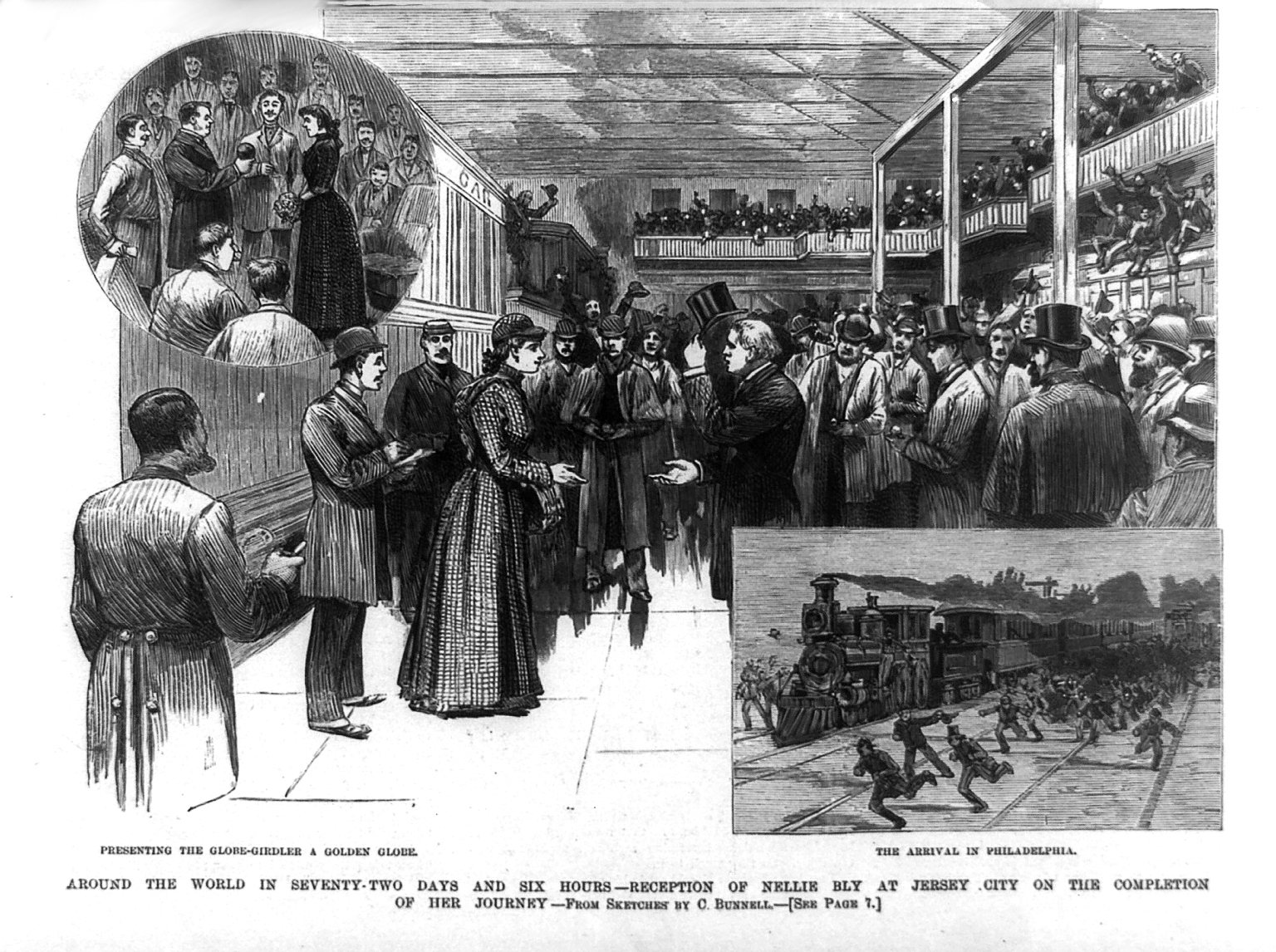
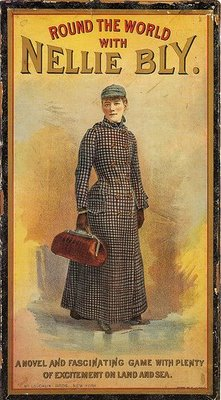
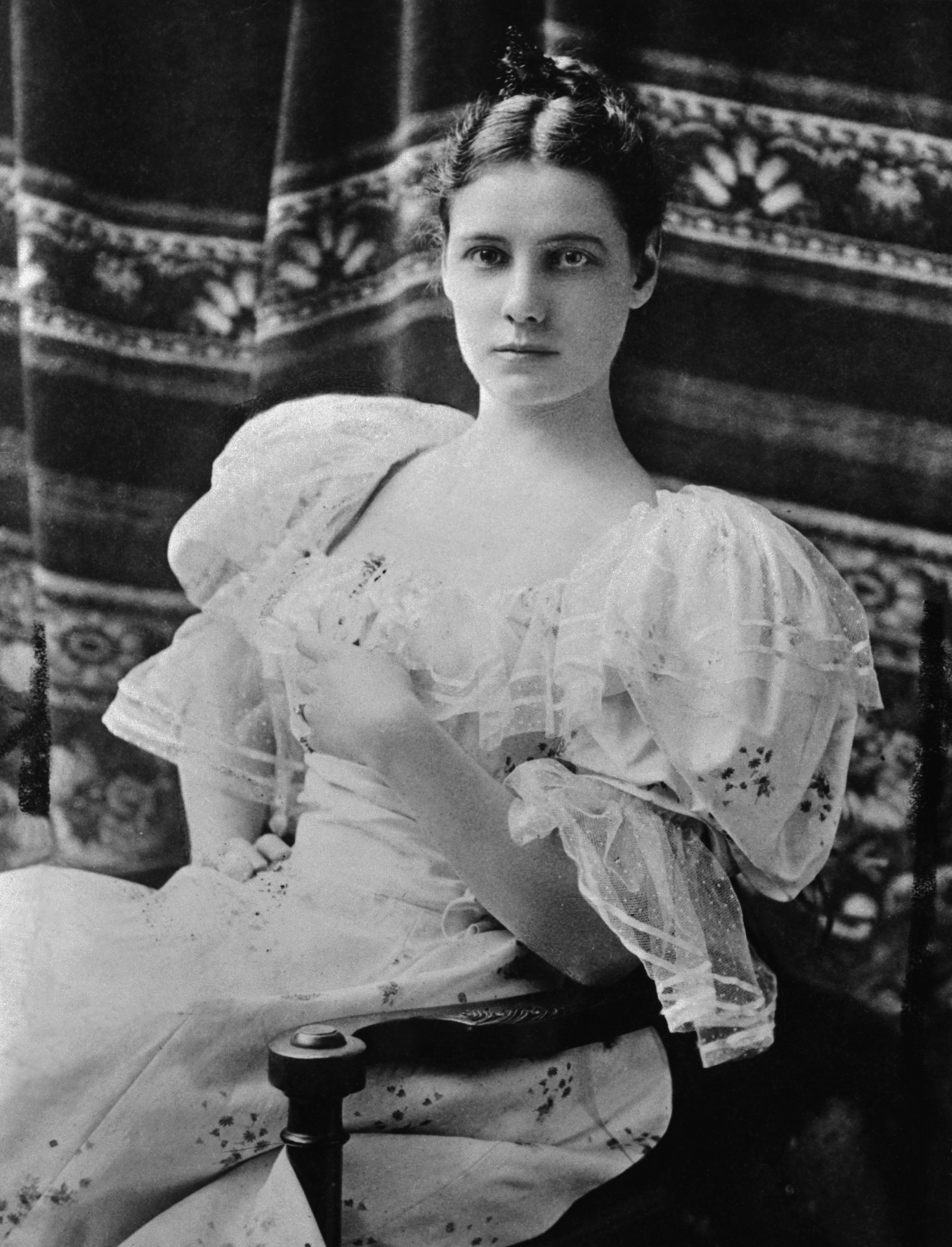
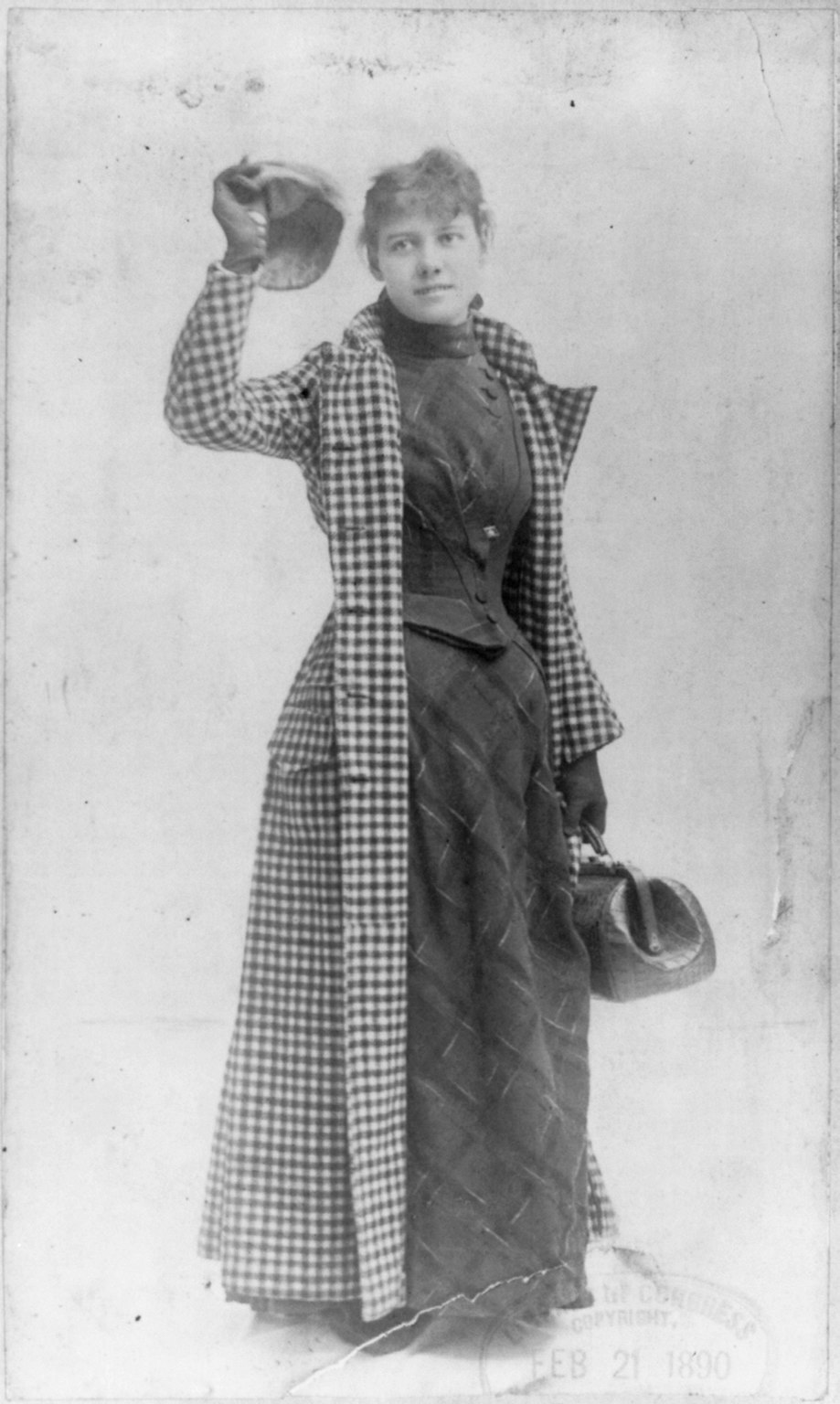
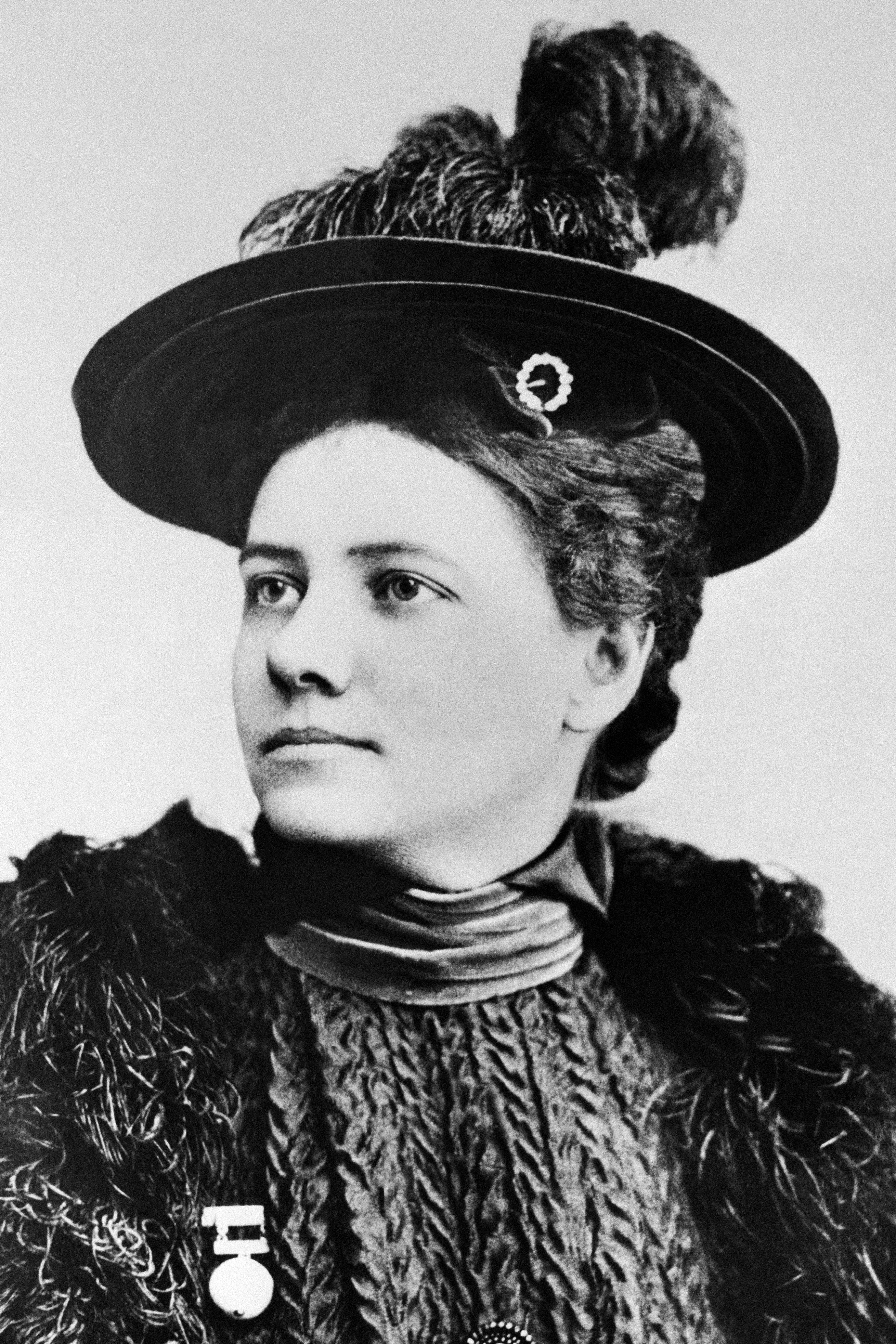
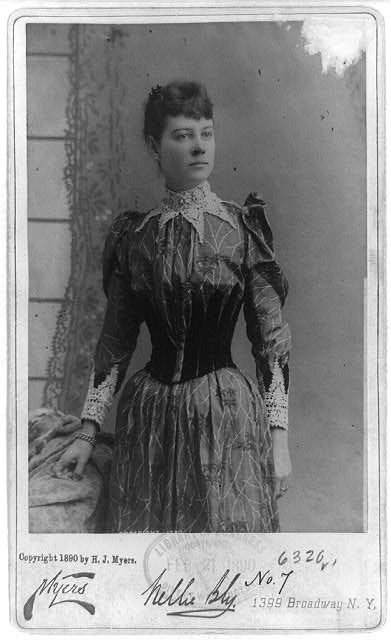
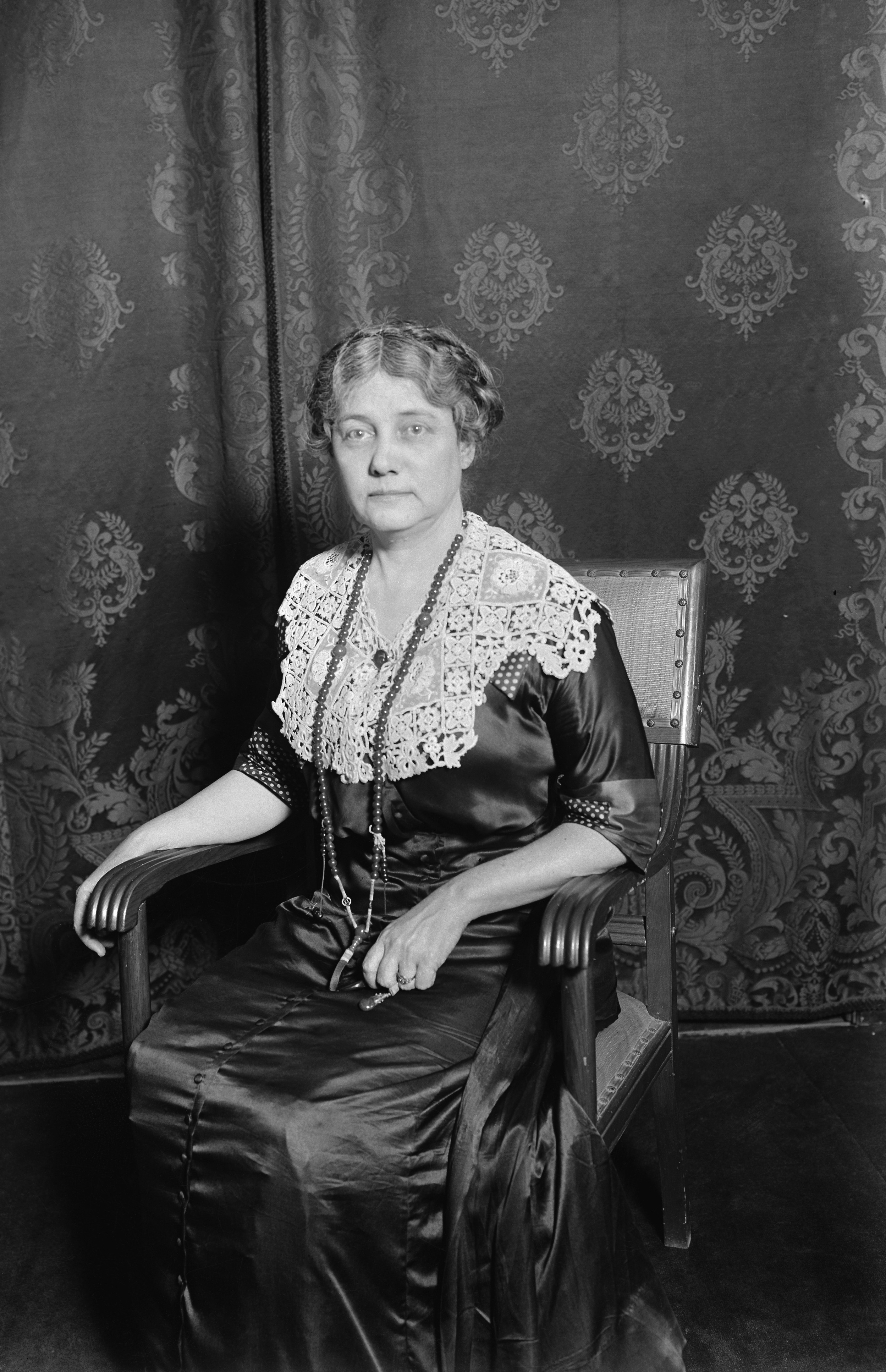
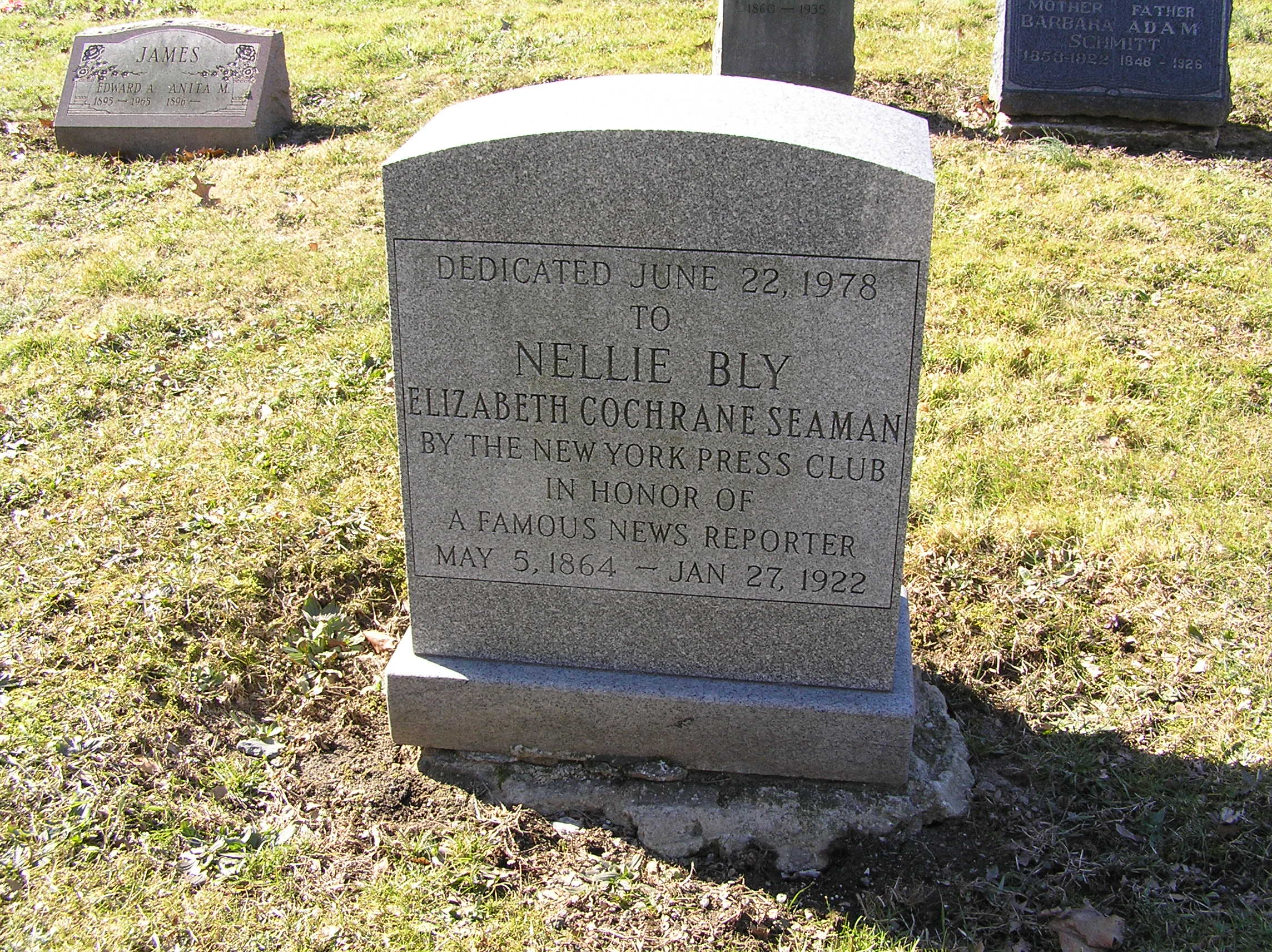